# 京都YMCA
公益財団法人京都YMCA（きょうとYMCA）は、京都府教育委員会所管の公益財団法人で、1889年に京都基督青年会として設立された。学校法人としても1990年に学校法人京都YMCA学園を設立している。

## 概要
- 所在：京都府京都市中京区三条通柳馬場角
- 理事長：亀井剛

## 京都YMCA学園
- 学校法人京都YMCA学園
- 所在：京都府京都市中京区三条通柳馬場東入中之町2番地
- 理事長：野村武夫

京都YMCA国際福祉専門学校介護福祉学科、社会福祉科、日本語科の3課程がある。
舞鶴YMCA国際福祉専門学校介護福祉学科、国際観光ビジネス学科の2課程がある。

## YMCA三条保育園
- 公益財団法人京都YMCA京都YMCA三条保育園

京都YMCA三条保育園
- 園長神戸洋子

## 沿革
- 1889年 - 京都基督青年会として設立
- 1903年 - 京都基督教青年会として再建創立
- 1904年 - 英語学校を創立
- 1964年 - 京都YMCA学院を設立
- 1990年 - 学校法人京都YMCA学園を設立
- 1997年 - 現校名の京都YMCA国際福祉専門学校に変更
- 2015年 - 舞鶴YMCA国際福祉専門学校を舞鶴市に設置[4]

## キャンプ場
- 京都YMCAが運営するキャンプ場ただし青柳キャンプ場と日本海キャンプ場は現在運営していない。
  - 京都YMCAサバエ教育キャンプ場
  - 京都YMCAリトリートセンター
  - 京都YMCA青柳キャンプ場
  - 日本海キャンプ場

## 拠点
- 現在は運営していない。
  - 京都YMCA青少年センター→住所:京都市上京区烏丸今出川下ル西
  - 長岡YMCA　　住所:長岡京市長岡1-1-2
  - 京都南YMCA(宇治YMCA)→住所:宇治市小倉町神楽田33-8
  - 伏見桃山YMCA→住所:京都市伏見区瀬戸物町732
- 現在も運営している
  - 福知山YMCA→京都YMCAのブラザーYとして開設
  - 舞鶴YMCA
  - プログラム連絡所→〒620-0033 京都府福知山市上紺屋23-1
- 京都大学YMCA→〒606-8302 京都府京都市左京区吉田牛ノ宮町21 地塩寮
- 京都府立医科大学YMCA→〒606-8302 京都府京都市左京区吉田牛ノ宮町22 橘井寮